# Hervé de Déols
Hervé de Déols, aussi appelé Hervé de Bourg-Dieu, Hervé du Mans, Hervaeus de Bourg-Dieu, Hervaeus Burgidolensis, Hervaeus Cenomanensis, Hervaeus Dolensis, est un exégète bénédictin français, né vers 1080 au Mans, et mort en 1150 à Déols. Il est connu surtout pour son ouvrage Exposition sur Isaïe « Expositio Hervei monachi super Ysaiam » qui sont des commentaires sur le livre d'Isaïe. Un exemplaire du manuscrit est conservé à la Bibliothèque municipale de Dijon.

## Biographie
Hervé de Déols fait ses études au Mans, dans l'école que gouvernait Hildebert de Lavardin. Vers 1100, il entre à l'abbaye bénédictine de Bourg-Dieu où il meurt, probablement en 1150. Un rouleau des morts circulant d'une abbaye à l’autre indique que Hervé de Déols est mort dans sa cinquantième année de religion, alors que Gerbert ou Gilbert était l'abbé de Déols (1138?-1153). Il serait donc décédé en 1149 ou 1150. Dans la notice de Pezius, il est aussi précisé que Hervé avait trouvé, à son arrivée à l’abbaye de Déols, une importante bibliothèque comportant des textes de pères d'Église comme Ambroise de Milan, Jérôme de Stridon, Augustin d'Hippone ou Grégoire de Nysse.

## Œuvre
Son œuvre écrite, celle d'un représentant de la théologie monastique traditionnelle, est considérable, on la trouve éditée dans de tome 181 de la Patrologie latine de Migne.
Le rouleau diffusé après sa mort lui attribue l'élaboration d'une explication du livre de la Hiérarchie Céleste attribué au Pseudo-Denys l'Aréopagite, des commentaires sur la dernière partie du prophète Ézéchiel, d'autres commentaires sur le Deutéronome, sur l'Ecclésiaste, sur les Livres des Juges, de Ruth et Tobie, une exposition des Épîtres de Paul  qui est considérée comme son chef-d'œuvre, plusieurs explications des leçons des Évangiles et des cantiques chantés à l'église. Il aurait aussi commencé un texte de commentaires sur un ouvrage de Cyprien de Carthage sur la Cène Caena Cypriani sans avoir pu l'achever.
D'après Schaff-Herzog, les interprétations de péricopes des Évangiles de Hervé se retrouvent peut-être dans les homélies attribuées à Anselme de Cantorbéry; en revanche, les commentaires de l'évangile selon Matthieu et la Révélation qui lui ont été attribués sont en réalité écrits par Anselme de Laon.
Marcia Kupfer et Gérard Guillaume attribuent à Hervé de Déols une influence décisive sur le choix et la disposition des fresques dans l'église Saint-Martin de Nohant-Vic.
Hervé de Déols, a aussi écrit un « gros livre » relatant les miracles accomplis par la Vierge dans le monastère. On le sait par un passage de son rouleau des morts : «... Librum etiam non minimum fecit de miraculis SanctaeMariae Dei genitricis, quae eadem inviolata Virgo temporibus ejus gessit in Dolensi templo, quae ipse mox postquam gesta erant, sicut audiebat ab ipsis inquibus flebant, et a monacho custode monasterii sine aliqua dilatione scribebat. »
La méthode d'interprétation exégétique (herméneutique) mise en œuvre par Hervé demeure traditionnelle : il s'agit de compilations réalisées à partir de l’œuvre des Pères de l’Église et d'auteurs carolingiens tels Claude de Turin et Haymon d'Auxerre. Toutefois, elle paraît s'ouvrir aux premiers acquis de l'exégèse scolaire contemporaine. Philippe Buc évoque ainsi le recours à la glose de Lanfranc du Bec dans le commentaire de saint Paul. Il semble en outre que l'influence du pseudo-Denys soit sensible dans le vocabulaire du commentaire d'Isaïe [] et dans le contenu du commentaire sur Ezéchiel.